# جائزة الولايات المتحدة الكبرى 1969
جائزة الولايات المتحدة الكبرى 1969 هو سباق فورمولا 1 أقيم بتاريخ 5 أكتوبر 1969 في نيويورك. كان العاشر من أصل 11 في بطولة العالم لسباقات الفورمولا واحد موسم 1969.